# Daniel Zugg
Daniel Zugg (* 19. Februar 1993 in Bludenz) ist ein österreichischer Skibergsteiger und amtierender österreichischer Meister in der Sprint-Disziplin (2019).

## Werdegang
Der Vorarlberger Daniel Zugg war in seiner Jugend im Mountainbikesport aktiv und 2011 verpasste er die Qualifizierung ins Nationalteam nur um wenige Sekunden.

2012 begann er beim Bundesheer als Grundwehrdiener mit dem Skibergsteigen. Seit 2013 startet er für das österreichische Nationalteam im Skibergsteigen. Im September 2017 wurde Zugg als erster Skibergsteiger in eines der Heeres - Leistungszentren (HLSZ09) aufgenommen. Seitdem ist er aktiver Sportler des Heeressportzentrums des Österreichischen Bundesheers. Als Heeressportler trägt er derzeit den Dienstgrad Korporal. 
Daniel Zugg wurde im Februar 2019 österreichischer Meister im Skibergsteigen in der Sprint-Disziplin.
Der gelernte Seilbahntechniker und Lehrlingsausbildner lebt in St. Gallenkirch im Montafon.

## Erfolge

### Skibergsteigen
- 2013
  - Österreichischer Junioren-Meister Individual
  - Heeresmeister im Skibergsteigen
- 2014
  - Heeresmeister im Skibergsteigen
- 2015
  - Österreichischer Meister Skibergsteigen Individual (Lienz)
- 2017
  - 9. Platz Weltmeisterschaft Sprint
  - 3. Platz Weltcupsprint (Prato Nevoso)
- 2019
  - Österreichischer Meister Skibergsteigen Sprint
  - 3. Platz Weltcupvertikal (Jiling, China)
  - 1. Platz Weltcupsprint (Jiling, China)
  - 3. Platz Sprintweltcup Gesamtwertung
  - 8. Platz Gesamtweltcup Skibergsteigen